# Sif (fackförbund)
Sif, tidigare Sveriges verkstäders tjänstemannaförening (SVT, 1920–1932) och Svenska industritjänstemannaförbundet (Sif, 1932–2000), var ett svenskt fackförbund, bildat 1920 i Jönköping. Det upplöstes den 31 december 2007 genom att Sif och Tjänstemannaförbundet HTF slogs samman till det nya fackförbundet Unionen.

## Allmänt
Sif riktade sig till tjänstemän och tekniker inom det privata näringslivet utan krav på akademisk utbildning. 2007 beslutade Sifs kongress att fusionera sig med HTF och till det nya förbundet Unionen.
Sif, som ingick i centralorganisationen TCO, var Sveriges största fackförbund för tjänstemän med cirka 360 000 medlemmar inom bl.a. industri-, IT- och konsultbranscherna. Fackförbundet verkade genom de cirka 22 000 förtroendevalda lokalt på arbetsplatserna. Förbundstidningen hette Siftidningen. Sif drev även en erkänd arbetslöshetskassa.
Sifs sista ordförande hette Mari-Ann Krantz och hon innehade posten sedan 1996. Hon blev även den första ordföranden för det nya fackförbundet Unionen. 

## Historia
- 1920 – Sif bildas i Jönköping under namnet Sveriges verkstäders tjänstemannaförening - SVT.
- 1920 – Förbundet är ett av de åtta som bildar Daco - De anställdas centralorganisation - TCO:s föregångare bland privattjänstemännen.
- 1932 – Förbundet byter officiellt namn till Svenska industritjänstemannaförbundet - SIF.
- 1942 – Det första riksavtalet undertecknas.
- 1948 – Förbundet genomför sin första strejk, på Tobaksmonopolet.
- 1952 – Det första centrala löneavtalet undertecknas med SAF.
- 1964 – Jämställdhetsarbete inleds med ett program för lika lön mellan män och kvinnor.
- 1970 – Sifs tidning blir Siftidningen och en ny beslutsinstans, förbundsfullmäktige, införs.
- 1981 – Sifs andra strejk, tjugo dagar lång, genomförs.
- 1985 – Sif-huset i centrala Stockholm invigs
- 1988 – Sifs tredje strejk, som berör 40 000 inom verkstadsindustrin, genomförs.
- 1995 – Sif utlyser övertidsblockad i tre veckor.
- 1996 – Kongressen, det högsta beslutande organet inom Sif, väljer sin första kvinnliga ordförande: Mari-Ann Krantz.
- 2000 – Sif byter formellt namn från Svenska industritjänstemannaförbundet till Sif, ett namn som därmed alltså inte betyder något.
- 2001 – Inkomstförsäkring vid arbetslöshet införs och Sif byter logotyp.
- 2004 – Kongress hålls i Göteborg där bland annat taket i inkomstförsäkringen höjs till 60 000 kronor.
- 2005 – Sifs lönekartläggningsprojekt får stor uppmärksamhet och förbundets internationella engagemang växer.
- 2006 – Ett nytt ITP-avtal blir klart efter 12 års förhandlingar. Förbundet börjar utreda ett samgående med HTF.
- 2007 – Årets avtalsrörelse resulterar i lönepåslag på lite över tio procent på tre år. En tävling om namnet på ett eventuellt nytt förbund om HTF och Sif går samman utlyses inom de båda fackförbunden. Tidningen På gång, som skickats med Siftidningen till anslutna i Stockholm, läggs ner efter beslut av avdelningsstyrelsen. Kongressen i Västerås (1–3 oktober) beslutar att starta ett nytt gemensamt förbund med HTF under namnet Unionen.

## Sammangåendet HTF–Sif
Under 2006–2007 har Sif och HTF förberett en sammanslagning av förbunden. På HTF:s och Sifs kongresser under 2006 uttalade båda förbunden sig positivt om ett samgående och processen tog fart på allvar. Under sina respektive extrakongresser i samma lokal i Västerås den 1–3 oktober 2007 beslutade HTF och Sif att de ska gå ihop och bilda ett nytt fackförbund från och med den 1 januari 2008. Namnet på det nya fackförbundet blir Unionen. Samtidigt upphör respektive förbundstidningar att existera och ersätts av det gemensamma pressorganet Kollega.

## Förbundstidningar
- SVT: organ för Sveriges verkstäders tjänstemannaförening. Stockholm: Sveriges verkstäders tjänstemannaförening. 1921-1932. Libris 9178799
- Industritjänstemannen: organ för Svenska industritjänstemannaförbundet. Malmö: Industritjänstemannen. 1932-1970. Libris 9187041
- SIF Industritjänstemannen. Stockholm: SIF Industritjänstemannen. 1971-1979. Libris 3679648
- SIF-tidningen: om arbetsliv och utveckling. Stockholm: SIF-tidningen. 1980-2007. Libris 8261821